# Công chúa Ori
Công chúa Ori (tiếng Trung: 甜心格格; bính âm: Tián xīn gé gé; Hán Việt: Điềm tâm cách cách) là một bộ phim hoạt hình Trung Quốc do Hãng phim hoạt hình khối Thị Phương ở Thâm Quyến sản xuất và giám sát bởi Tiền Quốc Đống cùng đạo diễn Bành Tuyết Mai. Phim được phát sóng trên CCTV Children từ tháng 10 năm 2011 và nhận được Giải Phim hoạt hình có tỉ lệ người xem cao nhất Trung Quốc 2012. Cả hai phần bộ phim từng được Công ty Cổ phần Truyền thông Trí Việt (TVM Corp.) mua bản quyền phát sóng tại Việt Nam trên kênh HTV3 từ cuối năm 2013.
Phim còn được phát sóng trên kênh SAM - BTV11 từ năm 2015.

## Nội dung
Ori là kết quả của cuộc tình đẹp giữa cha cô (sau này trở thành hoàng thượng) và mẹ cô. Nhưng chiến tranh xảy ra, bọn cướp đã tấn công làng và đã chia lìa họ, và Ori đã sống trong tình trạng không có cha mình bên cạnh, và trong một ngôi làng dân. Sau khi chiến tranh kết thúc, cha cô lên ngôi vua và trở lại tìm cô và mang cô về kinh thành, nhưng vốn dĩ không được dạy dỗ chu đáo nên cô học những thói hư tật xấu bên ngoài, cha cô rất đau lòng và quyết tâm dạy cô thành một công chúa tốt.
Quan đại thần Phách Lối rất ghét Ori và luôn tìm cách gây chuyện với cô và nhóm bạn. Tuy nhiên Ori và nhóm bạn của mình luôn dành chiến thắng trong các cuộc "tranh đấu" đó.

## Nhân vật và lồng tiếng

### Nhân vật chính
- Công chúa Ori
 甜絲絲 (Tián Sī Sī) - Điềm Ti Ti

Nhân vật chính trong phim, cô biết nói chuyện với động vật, cô có bạn thân nhất là Hiền Hòa. Và những bạn thân khác là Cơm Trắng và Hello. Cô có nuôi một chú mèo tên là Mimi, và đã kết bạn với rất nhiều con vật bao gồm: nhân sư, ếch, chó, bồ câu, quạ, người tuyết,.. Đặc biệt Ori được một cao thủ võ lâm dạy cho võ công nhưng do cô không thích nên chỉ học được một môn võ là khinh công. Ori là một cô bé hồn nhiên và rất mê ngủ, cô còn rất tò mò và ham chơi. Trong phần 3 đó chỉ là kịch bản và Ori là con của thầy hiệu trưởng trường thủ đô, tính cách của cô bé vẫn như cũ: cô vẫn biết khinh công, nói chuyện với động vật. Cô là diễn viên.
- Tiểu thư Hiền Hòa
心柔柔 (Xīn Róu Róu) - Tâm Nhu Nhu

Là bạn thân nhất của Ori, trong tập đầu Hiền Hòa rất ghét Ori nhưng rồi thân hơn với Ori, cô là lớp trưởng gương mẫu trong lớp và luôn đứng đầu về mọi mặt. Cô biết đánh đàn và luôn chăm chút cho bản thân. Hiền hòa là con gái của một tướng quân triều đình, luôn nhắc nhở Ori và cô rất sợ những con vật nhỏ bé. Trong phần 3 cô là con của giáo viên dạy thể dục. cô là diễn viên. Và cô là bạn thân của Ori, Hello và Cơm Trắng.
- Công tử Hello
華倫 (Huá Lún) - Hoa Luân (Warren)

Là con của triều thần trong hoàng cung, cậu rất thích chơi đồ phương Tây và am hiểu về thế giới, Hello là người có tầm hiểu biết rộng, đồng thời sống ở nước ngoài khá lâu nên khi cậu nói sẽ xen kẽ với nhiều từ tiếng Anh như “well”, cậu và Hiền Hòa đã không thích nhau từ tập 2, nhưng tới tập 13 thì 2 người đã có cái nhìn khác về nhau. Trong p3 cậu rất giỏi về khoa học hiện đại và là quản lí của Ori và Hiền Hòa. Ori luôn tìm cách để được chơi đồ chơi của Hello. Cậu là bạn thân của Ori, Hiền Hòa và Cơm Trắng.
- Cơm Trắng (Bảo trạng nguyên)
武狀元 (Wǔ Zhuàng Yuán) - Võ Trạng Nguyên

Là trạng nguyên dự bị của triều đình, có sức khỏe vô địch và thật thà, cậu không hiểu về cách nói chuyện với mọi người, cậu rất thương mẹ và nhà cậu rất nghèo, cậu rất thích ăn cơm và lúc đầu không biết chữ nhưng cậu đã được học chữ. Mọi người thường gọi cậu là Cơm Trắng (Bạch Mễ Phạn (白米飯) Báimǐfàn). Cậu rất giỏi trong việc làm nông, tròng cây, khiêng vác. Và dở trong việc thổi lá. Trong phần 3 cậu là quản lí của Ori và Hiền Hòa. Cậu cũng là bạn thân của Ori, Hiền Hòa và Hello.

### Thú cưng
- Mimi
小咪 (Xiăomī) - Tiểu Mi/Tiểu Mễ

Là thú cưng mèo của Ori, mimi không biết nhảy cao như những mèo khác vì hơi múp. Trước kia Mimi là chú mèo rất đẹp và thon gọn. Từ khi được Ori nuôi thì Mimi không luyện tập nên mập ra. Chú mèo rất dễ thương.
- Miệng Rộng
大嘴 (Dàzuǐ) - Đại Chủy

Là chú quạ của triều đình, rất thích ăn khoai tây chiên và bắp, có bạn thân là Bông Tuyết, Mimi, Gâu Gâu và Ori.
- Bông Tuyết
小白 (Xiăobái) - Tiểu Bạch

Là bồ câu đưa thư của triều đình, thường bị Miệng Rộng lừa để lấy đồ ăn, thân với Miệng Rộng, Mimi, Gâu Gâu và Ori.
- Chó Gâu Gâu
 旺財 (Wàngcái) Vượng Tài

Là chú chó béc giê cưng của Thị vệ Đao Điên, Gâu Gâu rất trung thành và thi thoảng có tính cách hành xử hơi "điên" giống như chủ của nó.
- Vua Chuột

Là vua của các loài chuột trong hoàng cung, sau khi chuột đầu đàn và đám chuột con gây họa, ông đã trừng phạt đám chuột bằng cách sửa chữa lại Hoàng cung.
- Chuột Đầu Đàn

Là chuột đầu đàn, cũng là con của Vua Chuột, hay bị cha mình cốc đầu, rất trọng nghĩa khí với Ori và thường hay trợ giúp Ori trong 1 số chuyện.
- Vua Gấu

Là vua của các loài gấu, bị Phách Lối bắt lại làm thú săn cho Hoàng Thượng dịp đi săn, ông giúp cho Hoàng Thượng tìm được lúa giống mới giúp dân chúng, là bạn của Ori.
- Vua Gián

Là vua các loài gián, chuyên phá hoại đồ vật, thức ăn trong hoàng cung, hay hù dọa mọi người trong triều đình sợ hãi,Ori đã giúp những người bạn củ mình không sợ gián nữa và bị Ori trừng trị.  
- Vua Dế

Là dế khỏe nhất hoàng cung, không ai địch lại, đối đầu với Dế Nhỏ.
- Dế Nhỏ

Là dế nhỏ yếu ớt nhất trong hoàng cung, được công chúa Ori giúp đỡ, sau này đối đầu với Vua Dế.
- Li Li

Là mèo Ai Cập, được sứ thần Ai Cập tặng làm cống phẩm, được Hoàng Thượng tặng cho Ori làm thú cưng.
- Nhân Sư

Là người canh gác kim tự tháp, bạn của Ori, thích ăn cá mặn.

### Nhân vật tronghoàng cung
- Hoàng Thượng  皇上 (Huáng Shàng)

Là cha ruột của Ori, Là vị hoàng đế anh minh yêu nước thương dân, giỏi trị quốc nhưng đôi khi lại hay nhầm lẫn các việc nhỏ. 
Bởi thất lạc Ori từ khi cô còn bé nên ngài đã hết mực yêu thương cô và luôn hi vọng Ori có thể trở thành 1 nàng công chúa cao quý. Tuy nhiên hoàng thượng lại luôn bị tính nghịch ngợm và thói ngủ nướng của Ori chọc giận. Ori gọi ông là "Hoàng A Mã". Trong phần 3 ông là Hiệu trưởng trường Hoàng gia.
Không có vị hoàng đế nào như vậy trong triều đại nhà Thanh trong lịch sử, nhưng một số người cho rằng Hoàng đế Càn Long trong Hoàn Châu Cách  Cách là nguyên mẫu của ông.
- Hoàng Thái Hậu
(皇太后) Huáng tàihòu

Là mẹ của Hoàng Thượng, bà là 1 người có tính trẻ con, rất tốt bụng, nhân hậu, bà hay chơi cùng con (Hoàng Thượng) và cháu (Ori) của mình. Trong phần 3, bà là Chủ tịch của trường Hoàng gia.
- Chị Nấm hương
 冬菇 (Dōnggū) - Đông Cô

Là người giúp việc thân cận của công chúa Ori, tính tình nhút nhát, lúc nào cũng hoảng Ori, sợ sệt. Cô sợ nhất là những con côn trùng nhỏ như chuột, gián...Ấy thế mà Ori vẫn luôn quan tâm đến cô như một người bạn, không coi cô như người hầu. Nhờ có sự giúp đỡ của Ori và những người bạn,cô đã có thể đoàn tụ với Nấm Rơm. Trong phần 3, cô làm người giúp việc cho nhà Ori.
- Anh Nấm rơm
 蘑菇 (Mógū) - Ma Cô

Là tình đầu thuở thơ ấu của Nấm Hương, từ khi Nấm Hương vào cung nên hai người không thể lưu lạc với nhau nên Nấm Rơm quyết định ở lại cung. 
Nhiều năm sau, anh trở thành một vị ngự lâm chi nhất quân trong triều đình, với dáng vẻ khôi ngô, tuấn tú nên rất được lòng mọi người, anh cũng hay cắn một miếng rơm trên miệng nên mọi người gọi anh là Nấm Rơm.
- Chị Linh Chi

Là cháu của Đại Thần Phách Lối, hay gọi ông là chú Ba, sống ở nhà Phách Lối, gặp Nấm Rơm khi anh ấy bắt cướp, Linh Chi say mê quyết cưa cẩm anh Nấm Rơm, Linh Chi cũng làm việc ở chỗ Đậu Hủ để học lóm món chè đậu hủ đường, nhưng sau này cô học được và làm món chè Linh Chi Nấm Tuyết Nhĩ rất ngon, cô cũng rất tốt bụng và thân với nhóm của Ori.
- Nhũ mẫu Ớt cay
麻辣嬤嬤 (Málà māmā) - Ma Lạt Ma Ma

Là cô ruột của Hoàng thượng, với nhiệm vụ thay thế Nấm Hương khi cô đang về quê thăm người thân, bà luôn yêu cầu Ori nên chăm học và chuyên tâm đọc sách để giảm bớt thói ham chơi. Trong phần 3, bà làm nghề thợ may.
- Đầu bếp Bánh Củ cải (Củ cải trắng)
蘿蔔糕 (Luóbo gāo) La Bốc Cao

Là đầu bếp trong hoàng cung, da trắng, người mập trông giống một củ cải trắng. Bác rất quý trẻ con và hay làm đồ ăn vặt cho công chúa Ori. Trong phần 3, ông ất làm đầu bếp canteen trong trường Hoàng gia.
- Chú Cao Nhồng

Là sư đệ của Bánh Củ Cải, có tính tự ti nên hay ngồi xổm xuống, khiến thân hình lùn đi, rất tốt bụng thân với nhóm của Ori, Cao Nhồng mở quán ăn chỉ nấu có 2 món, sau này nhờ Ori lấy lại tự tin, anh ấy đã nấu thêm món thứ 3.
- Dì Đậu Hũ

Là chị của Cao Nhồng, mở quán chè, nổi tiếng nấu chè ngon,rất thương em trai mình và cũng hay mắng Cao Nhồng.
- Thị vệ Đao Điên
 神經刀  (Shénjīng dāo) -Thần Kinh Đao

Là Thị vệ thân cận nhất của Hoàng thượng, văn võ song toàn. Toàn bị hoàng thượng đá văng ra tường hoặc lên nóc nhà. Mỗi khi có động tĩnh là kêu lên "Hoàng thượng cẩn thận! Có kẻ đột nhập!". Trong phần 3, ông làm cận vệ cho hiệu trưởng trường Hoàng gia.
- Đại thần Hellu
 華爾滋 (Huáěrzī) Hoa Nhĩ Tư (Waltz)

Ông là bố của Hello, là một nhà ngoại giao. 
Ông không có thời gian rảnh rỗi khiến cho Hello không hay ở bên ông. 
Ông và các quan thần mang các tiện ích khoa học kỹ thuật từ Tây Dương cho Hoàng thượng và Hê Lô.
- Đại thần Mụn ruồi
 工部侍郎 (Gōngbù shìláng) - Công bộ thị lang

Là bạn thời thơ ấu của Hoàng Thượng, tự đi lên bằng chính đôi chân của mình đến chức Thị Lang, ông cũng là người phụ trách việc xây dựng trong hoàng cung. Trong phần 3, ông là giáo viên dạy công nghệ kỹ thuật của trường Hoàng gia.
- Đại thần Phách Lối
(王坤) Wángkūn
Vương Khôn

Nguyên mẫu của ông là Hòa Thân, là người đứng đầu các quan, "dưới một người, trên vạn người".
Ông là một người xấu tính, rất hám tiền. Lại thêm chuyên nịnh hót, lấy lòng hoàng thượng.
Ông rất ghét trẻ con, nhất là công chúa. Ông luôn tìm cách gây chuyện với Ori và những người bạn vì ông “Ghét nhất cái bọn nít ranh”.
Mặc dù vậy nhưng khi gặp khó khăn, Ori lại luôn ra tay giúp đỡ ông và khiến ông cảm động, nhưng cuối cùng thì ông vẫn rất ghét Ori và các bạn của cô từ tập đầu đến tập cuối.
Trong phần 3, ông làm thầy giám thị trong trường Hoàng gia, chuyên bắt nạt học sinh trường Hoàng gia.
- Thị lang Siêu Nịnh

Là đệ tử hay đi theo Đại Thần Phách Lối, hay bày mưu hiến kế cho Phách Lối trêu chọc nhóm Ori, là một người yêu động vật nhưng thường bị chúng ghét. Trong phần 3, ông làm trợ lý giám thị cho Phách Lối.
- Quận chúa Mập
 肥郡主 (Fèijùnzhǔ) - Phì Quận Chủ

Em gái của hoàng thượng nhưng bằng tuổi Ori, học cùng lớp. Mập ú, luôn cho rằng mình xinh đẹp. Món ăn yêu thích nhất của cô là bào ngư.
- Công tử Na La
 納蘭 Nàlán

Là bạn của Ori và là bạn học cùng lớp, tính tình kiêu ngạo, không xem ai ra gì, nhờ bạn bè thầy giáo và mọi người xung quanh khuyên giải, cậu ấy mới trở thành người tử tế, thân thiết với Quận Chúa Mập.
- Bố của Na La
 那侍郎 (Nà shìláng) - Na Thị Lang

Là bố của Na La, ông ấy là Thị Lang, xuất hiện khi họp phụ huynh và tham gia thi đại hội gia đình, ông rất ít hay xuất hiện trong phim.
- Thầy Tô
 蘇太傅 (Sū tàifù) Tô Thái Phụ

Là chủ nhiệm Thượng thư phòng, một thầy giáo khi nhìn qua có vẻ lạnh nhạt, hồ đồ nhưng thực ra tốt bụng, quan tâm đến học sinh. Thầy rất thích ngâm thơ Đường hay các văn tự cổ khác. Thầy cực kì tò mò với trò nghịch ngợm của lũ trẻ, đôi lúc thầy còn cùng tham gia. Thầy rất yêu quý Ori. Trong phần 3, ông cũng làm giáo viên chủ nhiệm của lớp Ori trong trường Hoàng gia.
- Phong tướng quân
 風將軍 (Fēngjiāngjūn)

Cha của Hiền Hòa, là đại tướng quân thống lĩnh toàn bộ ngự lâm quân, cũng là giáo viên dạy thể dục của Thượng thư phòng. Ông là người hiền từ và rất mực trung thành với hoàng thượng, nhưng lại vô cùng nghiêm khắc với học trò. Trong phần 3, ông làm giáo viên thầy thể dục trường Hoàng gia.
- Bác sĩ
 博士 (Bóshí)

Là bác sĩ, nhà sinh vật học, tâm lý học, thầy dạy nhạc, phụ trách y tế trong hoàng cung, cũng là thầy dạy kiến thức cho học sinh ở Thượng thư phòng. Trong phần 3, bác sĩ làm nhân viên y tế trong trường Hoàng gia.
- Đệ tử của Bác sĩ
 小徒弟小徒弟 (Xiăo túdì))  - Tiểu đồ đệ

Là đồ đệ của bác sĩ, hay đi theo hỗ trợ cho bác sĩ trong việc chế tạo thuốc. Trong phần 3, anh ấy làm trợ lý bác sĩ phòng y tế của trường Hoàng gia.
- Họa Sĩ

Là bạn trong lớp với Ori, có tài vẽ truyện tranh rất đẹp, rất hay.
- Mọt Sách

Là bạn học cùng lớp với Ori.
- Răng Sún

Là bạn học cùng trong lớp với Ori, thường xuyên giúp dỡ mọi người trong lớp.
- Bánh Bao

Là bạn học cùng lớp với Ori, thích ăn bánh bao và có thể ăn rất nhiều bánh bao
- MC Triều Đình

Là ngưòi điều phối các buổi lễ, buổi tiệc trong hoàng cung.
- Mơ Màng

Là bạn trong lớp với Ori, có sở thích ngủ và ngủ rất nhiều, thường có chiếc gối bên cạnh mình để thuận tiện cho việc ngủ.
Và các nhân vật khác...

### Lồng tiếng
| Nhân vật                    | Diễn viên lồng tiếng                                             | Diễn viên lồng tiếng |
| Nhân vật                    | Trung Quốc (CCTV-14)                                             | Việt Nam (HTV3)      |
| --------------------------- | ---------------------------------------------------------------- | -------------------- |
| Công chúa Ori               | Liêu Kỳ                                                          | Thúy Hằng            |
| Hiền Hòa                    | Sử Húc Kiệt                                                      | Ái Phương            |
| Cơm Trắng / Võ Trạng Nguyên | Vương Duệ Tường                                                  | Tiến Đạt             |
| Hello                       | Điền Hân Vỹ (phần 1) Mã Đạt (phần 2) Tô Nghiêu Đông (phần 3-nay) | Hoàng Sơn            |
| Phách Lối                   | Vương Thiên Thủy (phần 1-2) Lại Kiến Quân (phần 3-nay)           | Chơn Nhơn            |
| Phong tướng quân            | Thành Đào                                                        | Trường Tân           |
| Nấm Rơm                     | Tôn Thành                                                        | Trường Tân           |
| Nấm Hương                   | Đặng Kiệt                                                        | Kiều Oanh            |
| Quận chúa Mập               | Trần Tụy (phần 1) Từ Hân (phần 2-nay)                            | Huỳnh An             |
| Nala                        | Lưu Dương                                                        | Minh Vũ              |
| Hêlu                        | Hà Chí Uy                                                        | Quốc Tín             |
| Mèo Mimi                    | Lưu Đình Đình                                                    | Minh Triết           |
| Đầu bếp Bánh củ cải         | Tôn Thiêm                                                        | Gia Trí              |
| Thị vệ Đao Điên             | Tôn Thiêm                                                        | Kiêm Tiến            |
| Tô Sư phụ                   | Tôn Thành                                                        | Hạnh Phúc            |
| Hoàng Thượng                | Lưu Dương                                                        | Trần Vũ              |
| Thái Hậu                    | Từ Hân                                                           | Ngọc Châu            |
| Dì Đậu hũ                   | Vương Hiểu Lạc (phần 2-nay)                                      | Ngọc Châu            |
| Linh Chi                    | Long Thanh (phần 2-nay)                                          | Khánh Vân            |